# Lambdina somniaria
Lambdina somniaria är en fjärilsart som beskrevs av George Duryea Hulst 1886. Lambdina somniaria ingår i släktet Lambdina och familjen mätare. Inga underarter finns listade i Catalogue of Life.

## Bildgalleri

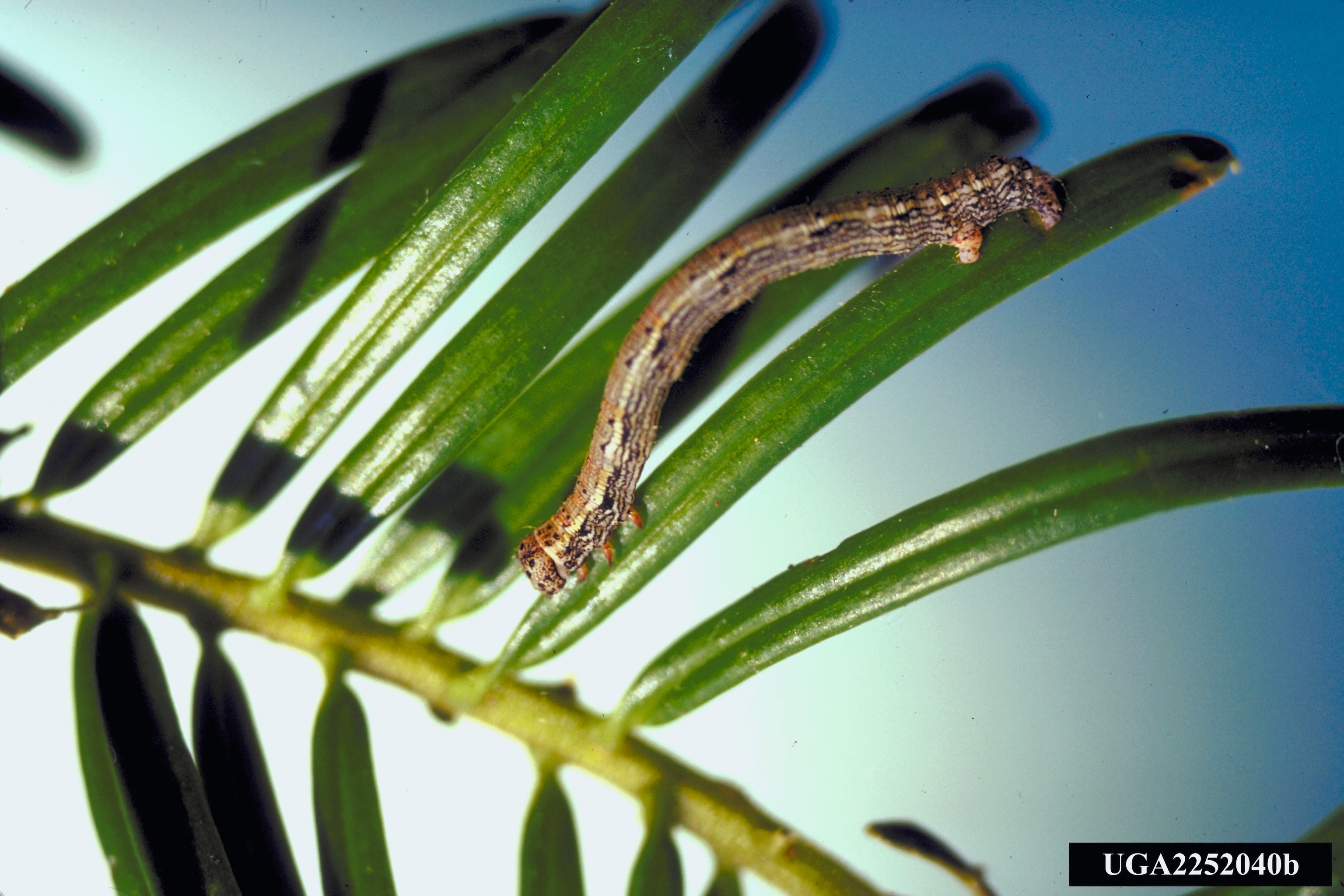